# Podatek inflacyjny
Podatek inflacyjny – jedno ze źródeł pozyskiwania renty emisyjnej. Jest to dochód jaki rząd otrzymuje z inflacji, przy założeniu, że dochód realny oraz produkcja są stałe. Jest to przyczyną powstania takiej sytuacji, w której dochody gospodarstw domowych i przedsiębiorstw się zmniejszają, natomiast podatki liczone od wartości nominalnej pozostają takie same. Przyczyną takiego zjawiska jest próba finansowania przez państwo deficytu budżetowego poprzez dodrukowanie pieniędzy.  Gdy dochód realny jest stały, wzrost nominalnej podaży pieniądza powoduje wzrost cen – inflację. Jednak w tej sytuacji jest ona dla państwa niewątpliwie korzystna, gdyż zmniejsza się wartość gotówki, czyli realna wartość nieoprocentowanej części długu. Stopa inflacji staje się zatem stopą podatkową, a realna wartość gotówki jest podstawą opodatkowania.